# 平泉要害テレビ中継局
平泉要害テレビ中継局（ひらいずみようがいテレビちゅうけいきょく）は、岩手県西磐井郡平泉町に置かれているテレビ中継局である。

## 中継局概要

### デジタルテレビ放送
| リモコン 番号 | 放送局名               | チャンネル 番号 | 空中線 電力 | ERP  | 偏波面   | 放送対象地域 | 放送区域 内世帯数 | 運用開始日     |
| ------------- | ---------------------- | --------------- | ----------- | ---- | -------- | ------------ | ----------------- | -------------- |
| 1             | NHK 盛岡総合           | 39              | 10mW        | 58mW | 水平偏波 | 岩手県       | 約100世帯         | 2010年 3月30日 |
| 2             | NHK 盛岡教育           | 40              | 10mW        | 58mW | 水平偏波 | 全国         | 約100世帯         | 2010年 3月30日 |
| 4             | TVI テレビ岩手         | 50              | 10mW        | 58mW | 水平偏波 | 岩手県       | 約100世帯         | 2010年 3月30日 |
| 5             | IAT 岩手朝日テレビ     | 48              | 10mW        | 58mW | 水平偏波 | 岩手県       | 約100世帯         | 2010年 3月30日 |
| 6             | IBC 岩手放送           | 41              | 10mW        | 58mW | 水平偏波 | 岩手県       | 約100世帯         | 2010年 3月30日 |
| 8             | mit 岩手めんこいテレビ | 46              | 10mW        | 58mW | 水平偏波 | 岩手県       | 約100世帯         | 2010年 3月30日 |

- 所在地： 西磐井郡平泉町平泉八日講[1]
- 放送区域： 平泉町の一部[1]
- 2009年11月25日に予備免許が交付され[3][4]、2010年2月下旬に試験電波を発射[4]。3月29日に本免許が交付され[2]、3月30日に本放送を開始した[2]。
- 当初、中継局設置は予定されていなかった[5]が、2010年の「安心実現のための緊急総合対策」[6]の一環として行われた、総務省の「デジタルテレビ中継局整備事業（無線システム普及支援事業）」による補助金の交付対象となり[7][8]、ロードマップが変更され[9]、開設されることになった。

### アナログテレビ放送
| チャンネル 番号                                 | 放送局名               | 空中線 電力         | ERP                  | 偏波面   | 放送対象地域 | 放送区域 内世帯数 | 運用開始日 |
| ----------------------------------------------- | ---------------------- | ------------------- | -------------------- | -------- | ------------ | ----------------- | ---------- |
| 54                                              | mit 岩手めんこいテレビ | 映像100mW/ 音声25mW | 映像620mW/ 音声155mW | 水平偏波 | 岩手県       | -                 | -          |
| 56                                              | TVI テレビ岩手         | 映像100mW/ 音声25mW | 映像620mW/ 音声155mW | 水平偏波 | 岩手県       | -                 | -          |
| 58                                              | IBC 岩手放送           | 映像100mW/ 音声25mW | 映像620mW/ 音声155mW | 水平偏波 | 岩手県       | -                 | -          |
| 60                                              | NHK 盛岡総合           | 映像100mW/ 音声25mW | 映像620mW/ 音声155mW | 水平偏波 | 岩手県       | -                 | -          |
| 62                                              | NHK 盛岡教育           | 映像100mW/ 音声25mW | 映像620mW/ 音声155mW | 水平偏波 | 全国         | -                 | -          |
| ※ IATにはチャンネルが割り当てられていなかった。 |                        |                     |                      |          |              |                   |            |

- 所在地： デジタルテレビ放送に同じ
- 2011年7月24日をもってすべて廃止される予定だったが、3月11日に発生した東日本大震災の影響により、2012年3月31日に延期された。